# 35978 Arlington
35978 Arlington este un asteroid din centura principală de asteroizi.

## Descriere
35978 Arlington este un asteroid din centura principală de asteroizi. A fost descoperit pe 5 iulie 1999 la Observatorul Kleť de Jana Tichá și Miloš Tichý. Asteroidul prezintă o orbită caracterizată de o semiaxă mare de 2,30 ua, o excentricitate de 0,13 și o înclinație de 6,0° în raport cu ecliptica.